# Obiekt matematyczny

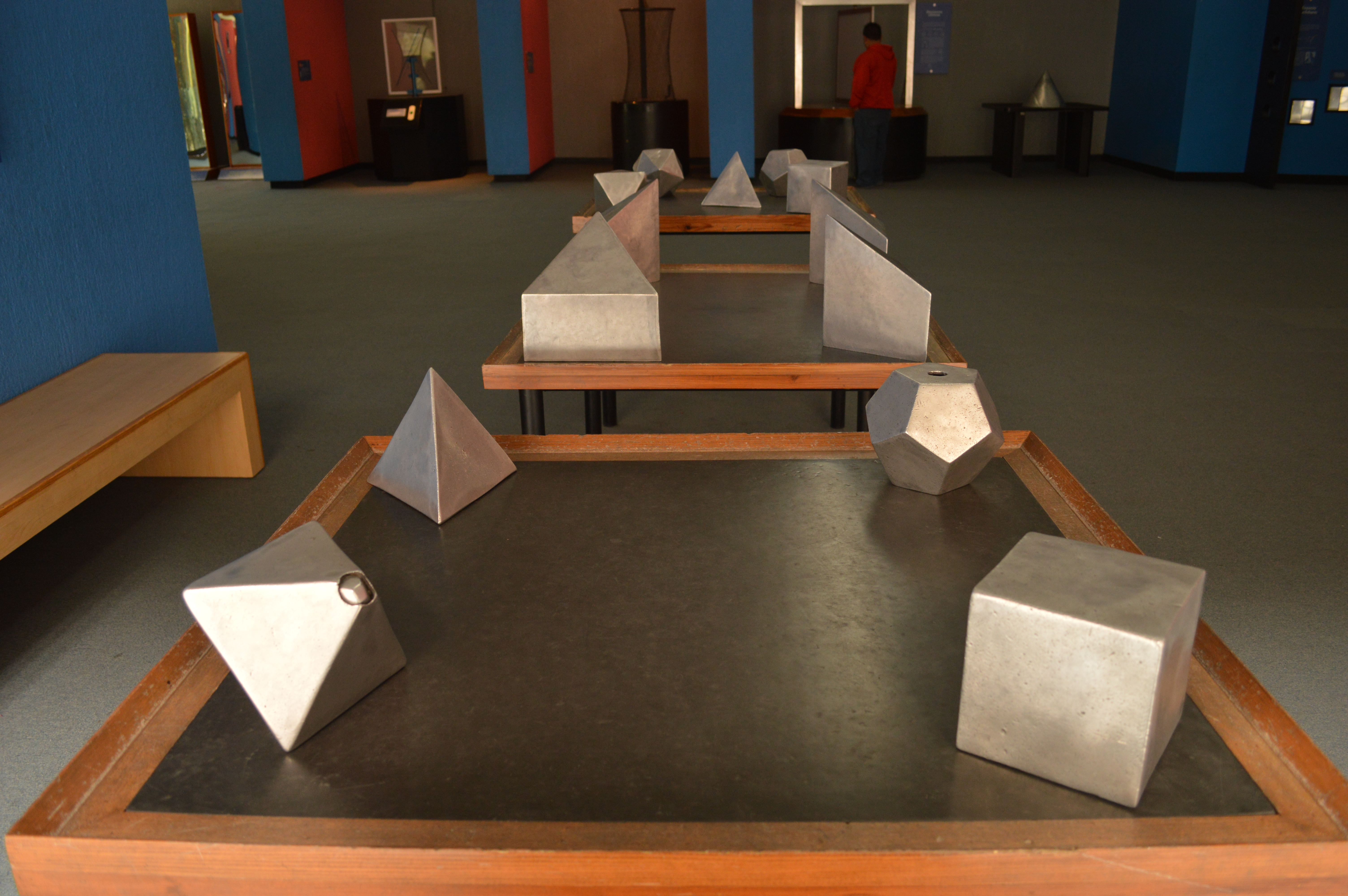
Modele wielościanów wypukłych - obiektów matematycznych.

Obiekt matematyczny – obiekt abstrakcyjny, będący przedmiotem rozważań matematyki. 
Obiektami matematycznymi są np. liczby, permutacje, podziały, macierze, zbiory, funkcje, relacje, przestrzenie, topologie. W geometrii obiektami są np. punkt, prosta, płaszczyzna, odcinek, trójkąt, okrąg, sfera, wielościan, przestrzeń, rozmaitość. W algebrze mamy m.in. monoidy, półgrupy, grupy, pierścienie, ciała, algebry. 
Status ontologiczny obiektów matematycznych jest przedmiotem badań filozofii matematyki.